# Moteur DH 10 A Volvo
Le moteur DH 10 A est un moteur thermique diesel d'autobus et autocars à combustion interne, fabriqué par Volvo Trucks entre 1991 et 2001, uniquement monté sur des véhicules Heuliez Bus. Une version au gaz naturel est sortie en 1999, dénommé GH 10 B.

## Historique
En 1991, Volvo Trucks et Heuliez Bus décide de collaborer ensemble pour créer un autocar péri-urbain, le GX 57. Pour équiper ce nouveau véhicule, la marque suédoise créé un moteur diesel 6 cylindres en ligne de 10 litres de cylindrée, muni d'un turbocompresseur et ayant la puissance de 285 chevaux, soit plus que le Renault Tracer, principal concurrent du GX 57. L'année suivante, ce moteur est installé dans les nouveaux GX 87, version articulé du GX 57. En 1993, Volvo Trucks le modifie pour qu'il réponde à la nouvelle norme d'antipollution Euro 1 ; ce moteur modifié est installé sur les GX 57 et GX 87.
En 1994, Heuliez Bus lance le GX 317 mais celui-ci en partenariat avec Renault Trucks est équipé d'un moteur Renault MIDR 06.20.45 F41 d'une puissance de 206 à 253 chevaux. L'année suivante, Volvo Trucks et Heuliez Bus, collaborant déjà pour les GX 57 et GX 87, décident un autobus articulé à plancher bas : le GX 417. Le moteur ne change pas si ce n'est qu'il passe à la nouvelle norme Euro 2. L'année suivante, une version standard du GX 417, le GX 217 est lancé, il s'agit d'un véhicule ressemblant beaucoup au GX 317 mais celui-ci est équipée d'un châssis Volvo et de ce moteur disponible en deux puissances, 245 et 285 chevaux.
En 1998, la production des GX 57 et GX 87 s'arrête et dès lors le moteur n'équipe plus que deux véhicules.
En 1999, à la suite des faibles ventes du GX 417, une version au gaz naturel est sortie équipée de ce moteur qui a subi un gros changement puisque son carburant est le gaz naturel ; sa cylindrée et sa puissance reste identique. Son nom change puisqu'il est renommé en GH 10 B dont G pour Gaz Naturel. Fin 2000, le GX 417 est arrêté, dès lors seul le GX 217 est équipée de ce moteur jusqu'à 2001 et la fin de production de ce véhicule. Depuis 2001, ce moteur n'est plus produit, bien que créer par Volvo, il n'aura été installé uniquement sur des véhicules Heuliez Bus. Depuis, la plupart des véhicules utilisant ce moteur ont été réformés, seul persiste un GX 57, trois GX 217 et un GX 417,,,.

## Caractéristiques

### Performance
| Moteur*   | Désignation | Cylindrée           | Performance                  | Couple               |
| --------- | ----------- | ------------------- | ---------------------------- | -------------------- |
| DH 10 A*  |             | 10 000 cm3 (10,0 L) | 180 kW (245 ch) à ... tr/min | ... N m à ... tr/min |
| DH 10 A*  |             | 10 000 cm3 (10,0 L) | 209 kW (285 ch)              |                      |
| GH 10 A** |             | 10 000 cm3 (10,0 L) | 180 kW (245 ch)              |                      |
| GH 10 B** |             | 10 000 cm3 (10,0 L) | 209 kW (285 ch)              |                      |

- *Légende : D = Diesel ; H = ? ; 10 = 10 litres (pour la cylindrée) ; A : ? ;
- **Légende : G = Gaz Naturel ; H = ? ; 10 = 10 litres (pour la cylindrée) ; A : ?.

## Utilisation
| Variante | Marque et modèle   | Type                          | Année             |
| -------- | ------------------ | ----------------------------- | ----------------- |
| DH 10 A  | Heuliez GX 217     | ... (Automatique ZF ou VOITH) | 1996 - 2001       |
| DH 10 A  | Heuliez GX 217     | ... (Automatique ZF ou VOITH) | 1996 - 2001       |
| DH 10 A  | Heuliez GX 417     | ... (Automatique ZF ou VOITH) | 1995 - 2000       |
| DH 10 A  | Heuliez GX 57      | ... (Manuelle G7 EGS)         | 04/1991 - 01/1998 |
| DH 10 A  | Heuliez GX 87      | ... (Manuelle G7 EGS)         | 1992 - 01/1998    |
| GH 10 A  | Heuliez GX 217 GNV | ... (Automatique ZF ou VOITH) | 1999 - 2000       |
| GH 10 B  | Heuliez GX 417 GNV | ... (Automatique ZF ou VOITH) | 1999 - 2000       |

Véhicules utilisant ce moteur
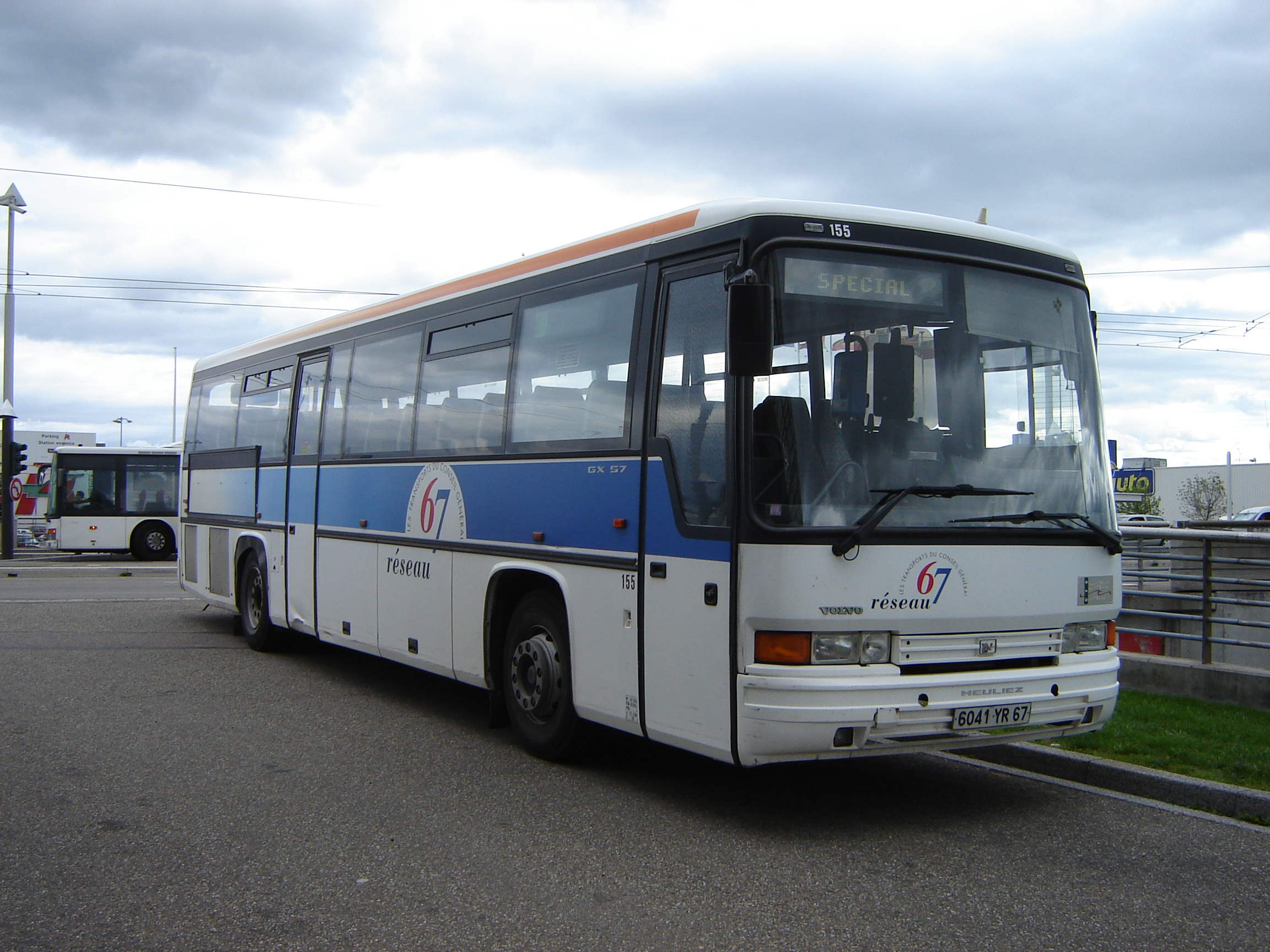
Heuliez GX 57
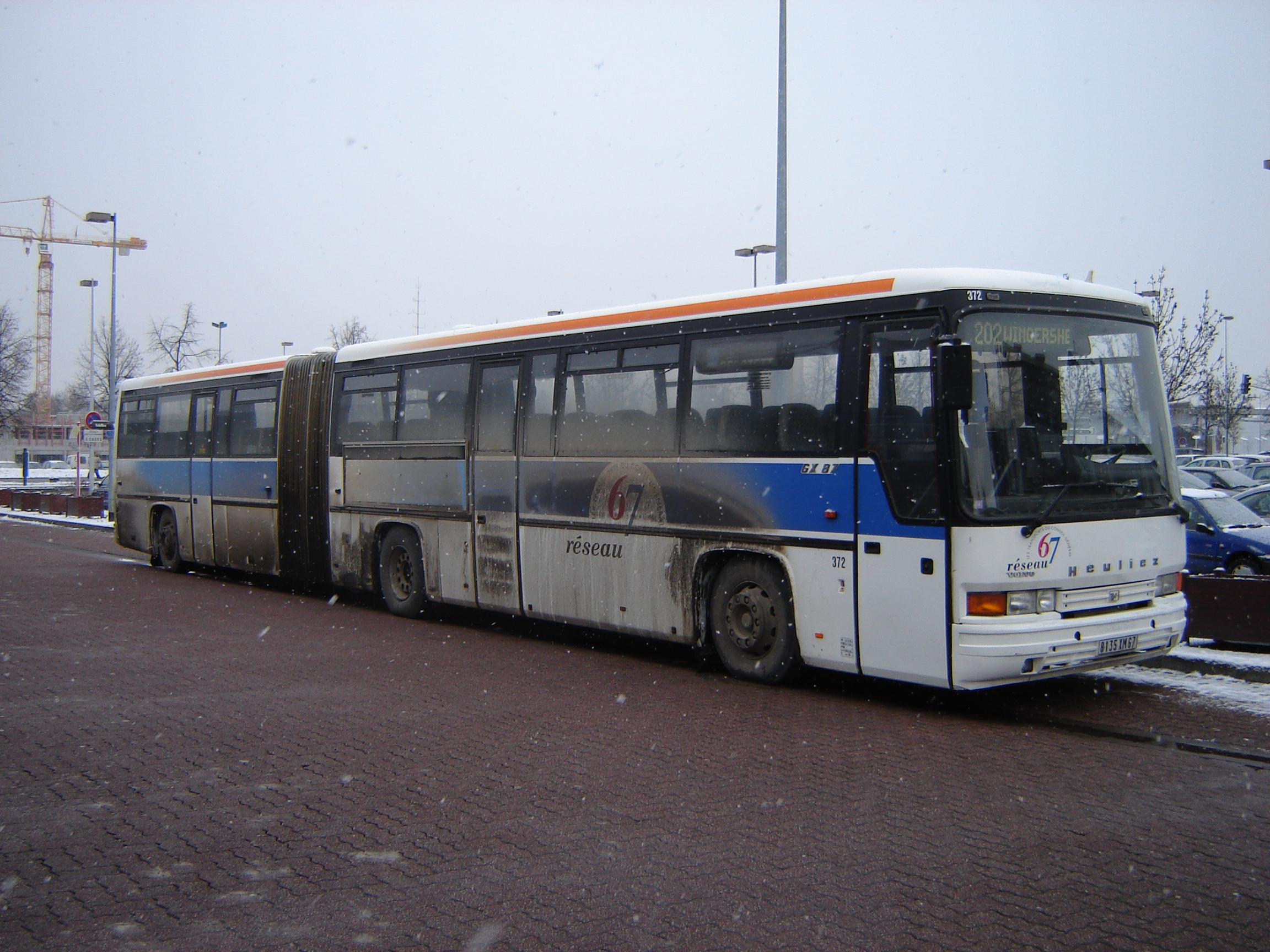
Heuliez GX 87
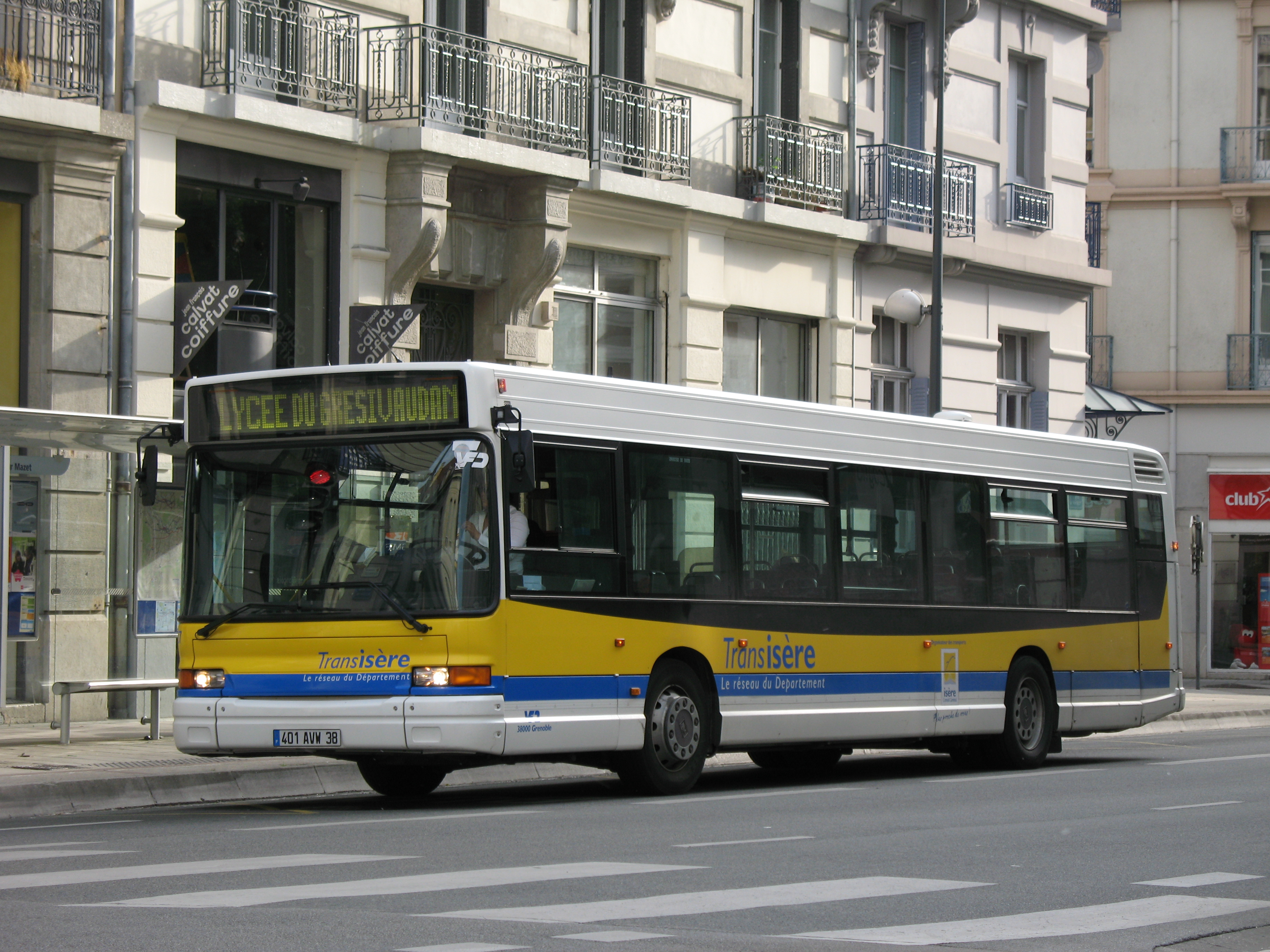
Heuliez GX 217
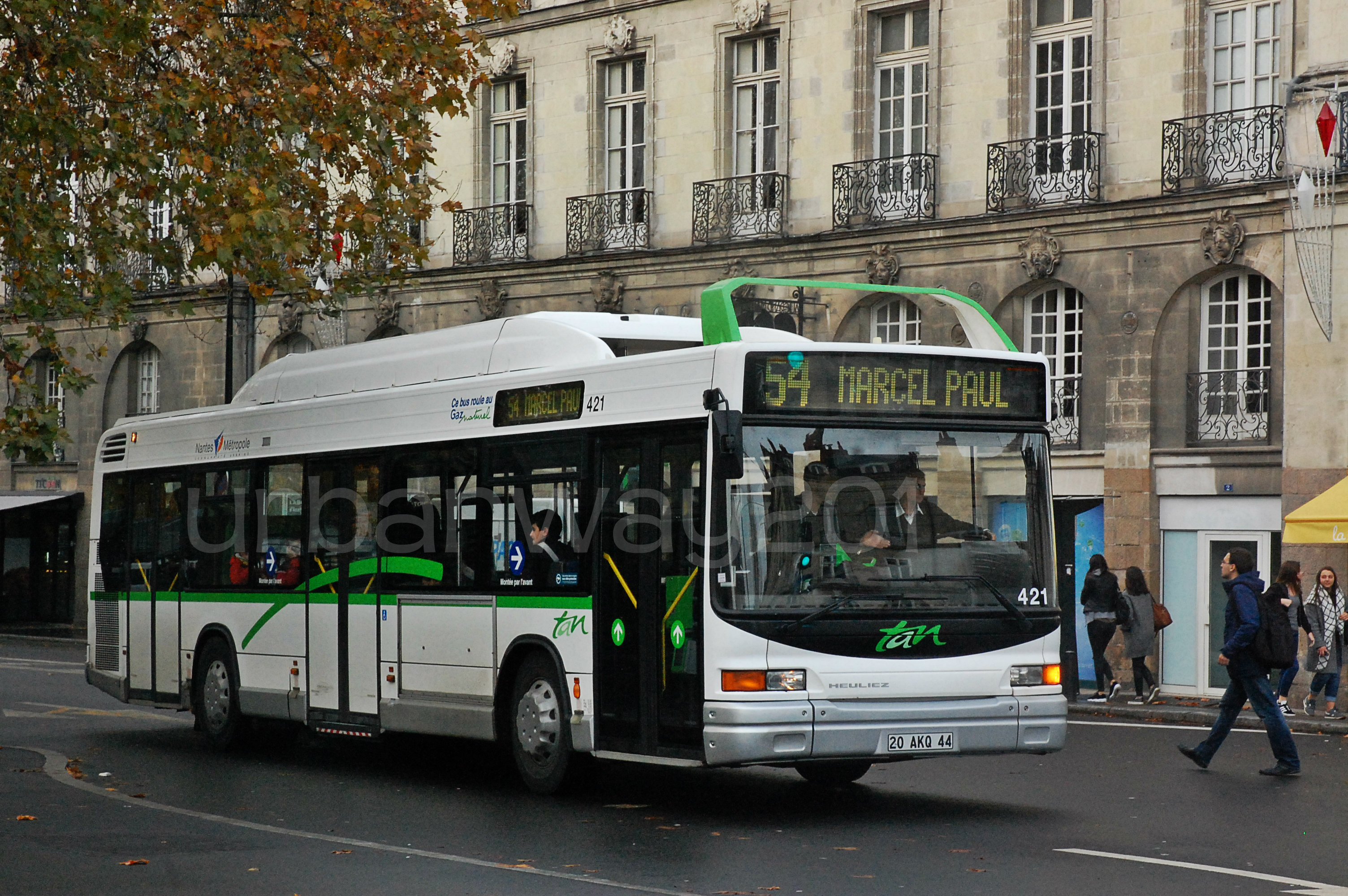
Heuliez GX 217 GNV
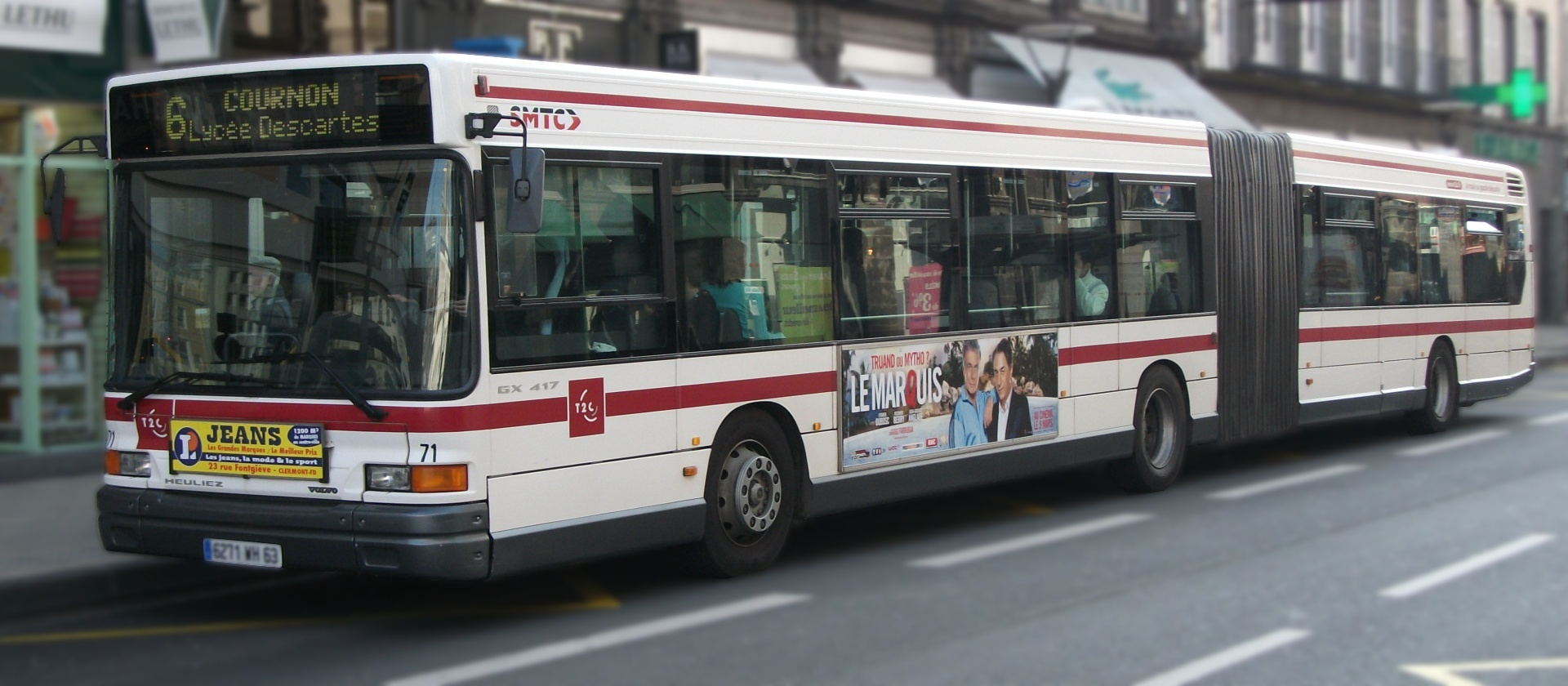
Heuliez GX 417
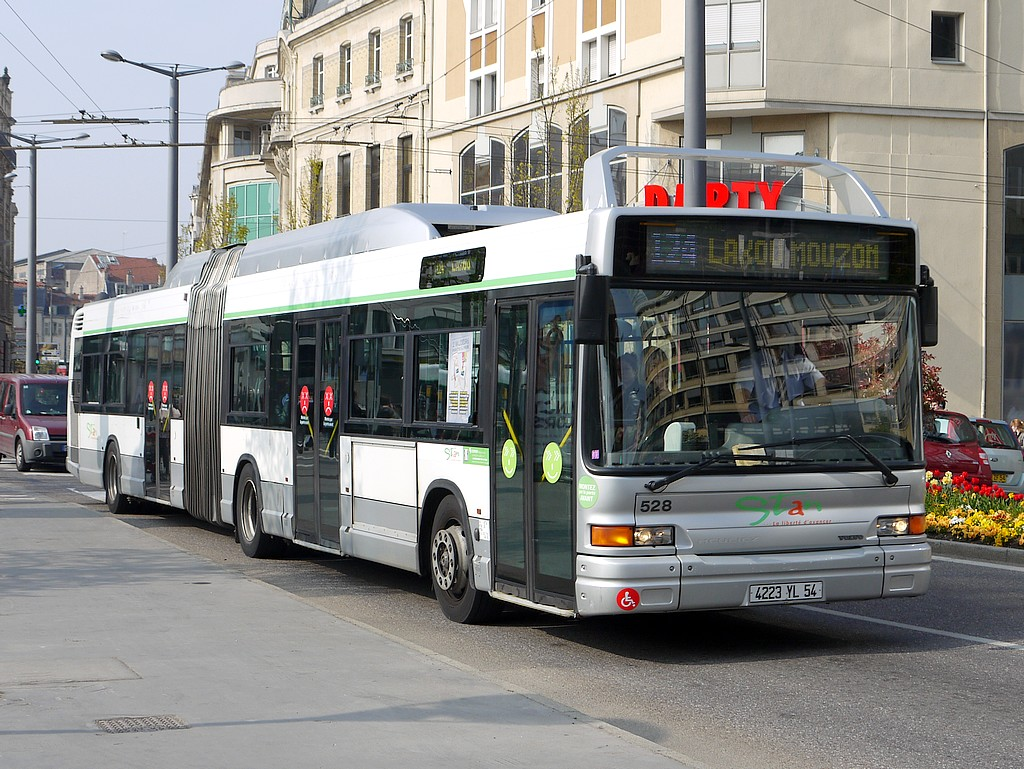
Heuliez GX 417 GNV